# Giuseppe Novello (rivoluzionario)
Giuseppe Novello (Mirabella Imbaccari, 18 dicembre 1917 – Montescaglioso, 17 dicembre 1949) è stato un rivoluzionario italiano.

## Biografia

### La formazione
Giuseppe Novello nacque a Mirabella Imbaccari (in provincia di Catania) il 18 dicembre 1917. I suoi genitori, Filippo Novello e Maria Giusto, possedevano alcune terre e un piccolo forno da cui traevano un reddito che consentiva alla famiglia di condurre una vita accettabile nonostante le difficoltà del tempo. Giuseppe, terzogenito di sette figli, aveva quattro fratelli (Giovanni, Vincenzo, Enrico e Salvatore) e due sorelle (Fia e Anna). Probabilmente frequentò la scuola fino alla quinta elementare dedicandosi successivamente al lavoro nei campi.
Novello partì per il fronte tra il 1939 e il 1940 e fu assegnato ad un reparto di cavalleria di Piacenza. Nell'aprile 1942, in seguito ad una licenza ottenuta per le festività pasquali, ma soprattutto per aiutare il padre nell'attività agricola, non avendo speranze di raggiungere il suo paese, perché la guerra aveva distrutto le strade ferrate, si fermò a Montescaglioso presso un suo compagno d’armi. 
Là conobbe una ragazza, Vincenza Castria, figlia di contadini, della quale si innamorò, chiedendole subito di sposarloː la ragazza era perplessa e inizialmente rifiutò. 
Novello, finita la licenza, ripartì al fronte e cominciò a scrivere spesso delle lettere a Vincenza, anche se dopo un certo periodo smise, facendo pensare alla ragazza di essere morto. Nel settembre del 1944, Vincenza venne avvisata da un bambino dell’arrivo del “ciciliano” Giuseppe Novello e si convinse a sposarlo, perché tra i suoi pretendenti era quello più determinato, così il 22 ottobre 1944 si unirono in matrimonio alla presenza dell'allora sindaco Paolo Gallipoli. Si stabilirono a Montescaglioso, in via Balconi Sottani 24, per non lasciare sola la madre di lei. 
Il 7 giugno 1946 nacque Filippo, loro unico figlio.

### La partecipazione alla lotta contadina
Finita la guerra la ripresa fu difficile, perché mancava il lavoro ed i prezzi dei prodotti erano alle stelle; Novello riusciva a trovare qualche giornata di lavoro, ma non bastava per vivere. Ogni sera, insieme ad altri giovani e agli anziani, si ritrovava nel sindacato per parlare su quanto fare per risolvere i problemi legati alla disoccupazione e come muoversi per chiedere e ottenere il lavoro e quei diritti previsti dalla Carta Costituzionale, quel lavoro che avrebbe permesso di uscire dalla miseria. 
Cominciarono gli scioperi per costringere i padroni a occupare i lavoratori e fu varato un decreto sulla manodopera obbligatoria; con gli scioperi, tuttavia, arrivarono le denunce e Novello, proprio dopo essere stato denunciato, intensificò la sua convinzione politica e, con lui, sempre più persone si avvicinarono al sindacato, al PCI e al PSI per ottenere dei risultati che migliorassero la situazione occupazionale e le loro condizioni di vita.
I primi tentativi di occupazione delle terre incolte e mal coltivate non produssero risultati perché si trattava di movimenti spontanei e poco organizzati; inoltre contadini e braccianti erano divisi: i primi chiedevano l'assegnazione della terra incolta dei latifondi e dei residui comunali, i secondi solo un miglioramento dei contratti di lavoro. Pertanto il problema della trasformazione fondiaria dei latifondi, non risolto durante il ventennio fascista, ritornò dominante nel dibattito politico a partire dal 1944.
Il prefetto di Matera, per alleggerire la pressione dei disoccupati nelle campagne, emanò un decreto riguardante la manodopera alle aziende agricole, creando proteste da parte dei proprietari metapontini, che presentarono un'istanza al prefetto e crearono una Commissione per cercare di esaminare la questione delle concessioni di terra. Essi chiedevano che l'occupazione terminasse nell'arco di tre anni, che fosse stabilito un equo fitto e che le successive concessioni di terra si spostassero dalla proprietà privata a quella comunale; d'altro canto, Rossi-Doria si dichiarava contrario a una riforma agraria diretta all'espropriazione di tutta la proprietà non coltivatrice. La riforma doveva essere moderata.
Anche la sezione del Partito comunista di Montescaglioso decise di privilegiare le terre comunaliː infatti, nei primi anni, la lotta per la terra in Basilicata riuscì a concretizzarsi infatti soltanto sui demani comunali. 
Cominciò, dunque, un vero e proprio braccio di ferro tra padroni e lavoratoriː solo nel 1945 Fausto Gullo si mise all'opera con decreti legge per togliere le terre incolte ai proprietari terrieri che possedessero oltre 50 ettari, per darle in fitto ai lavoratori.

### Il caldo dicembre 1949

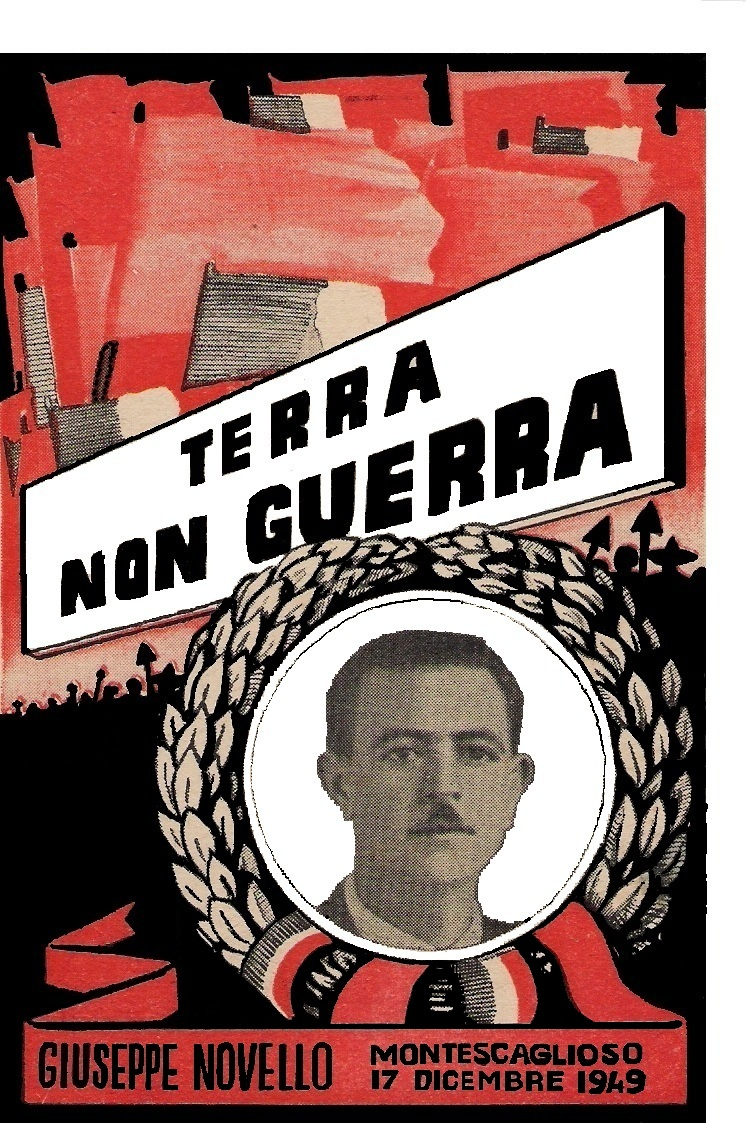
Cartolina realizzata nel 1950 dalla CGIL in ricordo di Giuseppe Novello

Il mese di dicembre 1949 fu il mese delle lotte che ebbero un peso enorme sulla politica del governoː infatti, si costituirono a Matera le cooperative che crearono momenti di forte mobilitazione, chiedendo a gran voce una riforma agraria generale. Centro nevralgico del movimento in Basilicata fu Montescaglioso, dove si costituirono le prime cooperative, tra cui la Società Cooperative Operai Industrie e Agricoli che ebbe le prime terre, distribuite in fitto ai più bisognosi, anche se dopo le elezioni del 18 aprile 1948 le terre vennero restituite ai proprietari.
Nell'autunno e inverno del 1948 fu difficile tirare avanti: ci fu un po’ di lavoro in più per i disoccupati durante la mietitura e trebbiatura, dopo cui ricominciarono le proteste e gli scioperi, nonostante decreti per attenuare la disoccupazione che prevedevano l’invio nelle aziende latifondiste. Quando la Commissione mandava lì persone per lavorare, i padroni non le accettavano e, se osavano lavorare senza il loro permesso, non le pagavano. 
In questo contesto, quindi, cominciò a nascere l’idea di andare ad occupare la terra incoltaː si aspettava la partenza per l'occupazione delle terre quando fu aperto un cantiere sulla Matera-Metaponto, che diede lavoro a numerosi braccianti, tra i quali anche Novello che, tuttavia, anziché dirigersi verso la ditta nella quale era stato occupato, raggiunse la Camera del lavoro, dove una grande massa di persone si era raccolta nella speranza di conquistare la terra.
Il 2 dicembre 1949 un’imponente manifestazione colpì l’opinione pubblica e pose all'attenzione del governo nazionale il problema del latifondo e delle condizioni dei contadini e dei braccianti. La manifestazione, organizzata dai sindacalisti Delicio, Bianco, Strazzella, Candido doveva essere pacifica, ma imponente, per avvertire i governanti che non era più tempo di rinviare la soluzione del problema, che poteva scaturire solo da una riforma agraria con una profonda aggressione del latifondo improduttivo.
Circa 3.000 persone (provenienti da Bernalda, Montescaglioso, Pisticci, Ferrandina alle quali si aggiunsero manifestanti provenienti dalle masserie di Andriace, Scanzano, Policoro) si mossero per portarsi, con le forze dell’ordine vigili e distanti, nel bosco di Policoro per occuparlo simbolicamenteː il lungo corteo, circa tre chilometri, fatto di centinaia di biciclette, di motocicli e numerosi carri, con centinaia di donne a piedi sventolava vessilli rossi e cantava la "Marsigliese" o "Bandiera rossa", con qualche grido di “Terra terra” o “Pane e lavoro”. 
I manifestanti restarono nel bosco quasi un paio d'ore mentre Michele Strazzella, coordinatore di Federterra, teneva il suo comizio. Nel pomeriggio il corteo si ricompose per far ritorno ai vari paesi, ripercorrendo la statale 106 litoranea. 
Anche in altri comuni il movimento contadino si mise in agitazione, nel Melfese, a Venosa e altrove. Ma il culmine di questa tensione si ebbe il 7 dicembre, quando i montesi decisero di passare alle vere occupazioni delle terre incolte, soprattutto pascoliː verso le dieci della mattina circa cento contadini e braccianti di Montescaglioso si recarono alla località Tre Confini, occupando i terreni della famiglia Lacava per procedere all'aratura. Gli agenti delle forze dell’ordine, guidati dal commissario Taranto, cercarono inutilmente di allontanare i contadini dai campi, ma il sopraggiungere di una trentina di donne, guidate da Anna Avena e Nunzia Suglia, dissuasero le forze dell’ordine, che si ritirarono.
Il giorno seguente un centinaio di persone, con la presenza di una decina di donne, si riuniva in piazza alle prime luci dell’alba e si portava sui terreni, diversi dal giorno prima, per ararli e seminarliː secondo cifre approssimative, intorno al 10 dicembre, in tutta la provincia circa ventimila lavoratori avevano occupato oltre 14.000 ettari. S'imponeva, dunque, un tavolo di trattative tra agrari e contadini con la mediazione della Prefetturaː nell'incontro del 13 dicembre il rappresentante degli agrari non si mostrò disponibile a trattare seriamente, mentre l'autorità, per spezzare il fronte della lotta, dispose di procedere ad alcuni arresti tra il 12 e il 13 dicembre a Montescaglioso.

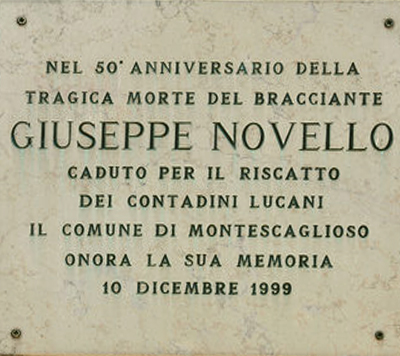
Targa Commemorativa in Corso Repubblica a Montescaglioso

### La notte del 14 dicembre 1949
Accorsero a Montescaglioso 130 uomini del battaglione mobile di Bari e circa 35 elementi della compagnia di Matera; il paese venne circondato e, dopo aver interrotto l’erogazione della corrente elettrica, verso le cinque del mattino, si disponeva la perquisizione di una ventina di case e si procedeva all'arresto, per i fatti del 7 dicembre, di Marianna Menzano, Nunzia Suglia, Ciro Candido e altri manifestanti.
I montesi si riversarono, quindi, immediatamente nelle strade e, giunti in piazza, iniziarono la protesta contro lo stato d'assedio voluto dal prefetto; Giuseppe Novello, insieme a sua moglie Vincenza, si diresse dalla via Balconi Sottani verso la via Balconi Soprani, oggi via Marconi, e giunse in piazza Repubblica attraversando via Dante Alighieri, ormai gremita di contadini che protestavano per gli arresti, avvolti dal buio e da una fitta nebbia. Novello e la moglie imboccarono via San Simone Giuda, attraversarono l’Arco Oscuro e poi uscirono al cosiddetto Arco da Jamm, dove la gente era ammassata e gridava a gran voce per ottenere il rilascio dei fermati.
La folla aveva creato un vero e proprio muro umano impenetrabile all'ingresso della caserma, tanto che, all'arrivo di due militi in motocicletta, iniziarono i primi momenti di tensioneː resisi conto dell’impossibilità di varcare quel muro, i due militari, Rosario Panebianco, carabiniere motociclista del battaglione Mobile di Bari, e il brigadiere Vittorio Conte, fecero inversione, ma a causa della strada viscida per la nebbia o forse per un'errata manovra, persero il controllo della motocicletta, cadendo. I due uomini, forse sopraffatti dalla folla, forse privi di lucidità, si alzarono e imbracciarono le armi, rialzandosi uno con un mitra, l’altro con una pistola e aprirono il fuoco sulla folla. Il crepitio delle armi sconvolse la gente, nel fuggi fuggi generale ognuno cercava di salvare la propria vita. Nella confusione, la Castria perse di vista il marito e quando riuscì a raggiungerlo si rese conto che era ferito; insieme a lui rimasero a terra altri quattro manifestanti, tra i quali Michele Oliva, ferito gravemente.
Vincenza riuscì a raggiungere via Balconi Sottani aiutata da altri contadini e corse a chiedere aiuto al medico del paese Giuseppe D'Ambrosio che, constatando la gravità delle ferite, suggerì a Vincenza di portare Giuseppe a Matera in ospedale. Dopo tre lunghi giorni di agonia, Giuseppe Novello fu trasportato in ambulanza nella sua Montescaglioso, dove si spense alle ore 13:00 del 17 dicembre 1949.

## Le lotte per la terra prima e dopo Novello
Le lotte contadine nacquero dai persistenti problemi derivanti dal sistema latifondistico del Mezzogiorno d'Italia, in cui le aziende contadine erano nulla più che accampamenti temporanei per praticare una cerealicoltura voltante, imposta dall'avvicendamento del grano col maggese e col pascolo. Il frazionamento rendeva poco allettante l'introduzione nei fondi di nuovi strumenti di lavoro, perché questi imponevano un costo insostenibile per i poveri.
L'estensione del movimento contadino permise di superare l'opposizione alla riforma agraria, non più rinviabileː la stessa Costituzione, promulgata il 27 dicembre 1947, ne delineava i caratteri disponendo che la legge impone obblighi e vincoli alla proprietà privata. Le leggi, presentate dal governo De Gasperi, furono tre: Legge Sila, Calabria, Legge Stralcio e Delta padano. La Sicilia, invece, emanò un’altra legge di riforma, adeguata al peculiare territorio dell'isola. In Basilicata la complessiva superficie agraria di 792.000 ettari era concentrata nelle mani di pochi proprietari, l'accresciuta pressione sulla terra e, inoltre, il rientro dei reduci comportò una riduzione del reddito pro capite rendendo insostenibile la situazione dei contadini.
Con la legge 12 maggio 1950 n. 230, detta anche legge Sila, venne dato avvio al processo di riforma fondiaria in Calabria e, nell'ottobre dello stesso anno, con la legge 21 ottobre 1950 n. 841, Norme per l’espropriazione, Bonifica, trasformazione ed assegnazione dei terreni ai contadini, detta anche legge Stralcio, si estese l’intervento a delimitate aree di diverse regioni. Era previsto, un periodo di prova di tre anni durante il quale gli assegnatari dovevano essere assunti dagli stessi Enti per i lavori di trasformazione agraria sui loro terreni. Gli Enti avevano anche l’obbligo di promuovere la costituzione di cooperative o consorzi e provvedere alla costruzione di case per i contadini.
Riguardo, invece, ai proprietari, l’art. 8 della legge Stralcio disponeva che essi potevano mantenere un terzo dei terreni espropriati.

## Novello nella letteratura
L'esperienza emblematica della morte di Novello divenne, in un certo senso, simbolo delle lotte contadine, della morte e del desiderio di non rassegnarsi più da parte dei contadini meridionali. Sicché, a partire dai tardi anni Quaranta, poeti e scrittori meridionalisti lo assunsero ad emblema della fine della civiltà contadinaː

Montescaglioso

Alla vedova di Giuseppe Novello
Mai perso bene questo sole e l'acqua, 
ma quando la tempesta vendemmia le vigne
i cani si fanno irosi, addentano,
impazziscono le donne distese nei letti 
allora l'ultimo cerchio che fa l'acqua è nostro,
c'è sempre chi getta la pietra nel pozzo.
Tutte queste foglie ch' erano verdi:
si fa sentire il vento delle foglie che si perdono
fondando i solchi a nuovo nella terra macinata.
Ogni solco ha un nome, vi è una foglia perenne 
che rimonta sui rami di notte a primavera
a fare il giorno nuovo.
È caduto Novello sulla strada all' alba,
a quel punto si domina la campagna,
a quell' ora si è padroni del tempo che viene,
il mondo è vicino da Chicago a qui
sulla montagna scagliosa che pare una prua,
una vecchia prua emersa 
che ha lungamente sfaldato le onde.
Cammina il paese tra le nubi, cammina 
sulla strada dove un uomo si è piantato al timone,
all'alba quando rimonta sui rami 
la foglia perenne in primavera.
Rocco Scotellaro
A Giuseppe Novello 

Lasciarono lì, la sterile spiga,
perché non aumentasse il granaio,
ma rimanesse là,
sul terreno appena arato
a guardare le ultime stelle
del cielo, le più chiare;
quella gracile spiga di grano
mietuta e abbandonata nel campo.
Oggi suonano a morte le campane
per un uomo morto
alla difesa della terra
e del pane che negavano a suo figlio:
la giustizia era in lui
insita più che la morte oscura 
"l' ignobile vita dei festini".
Qualcuno ha forse anche brindato
in questo giorno di lutto, 
ma il boccale
probabilmente gli si è rotto in mano.
Angelo Matacchiera

Montescaglioso 1949

Andrai insieme agli altri cafoni
a occupare le terre incolte.
Avevo fatto la guerra in Grecia 
ed era ora di lavorare per la pace.
Con i muli e le bandiere al vento 
cominciammo a dissodare la terra
assetata del latifondo.
Vennero i carabinieri in camionetta
e ci ordinarono di andarcene.
Agitammo le bandiere e gridammo forte 
che nostro era il diritto alla terra,
a noi la terra che l'abbiamo sempre lavorata.
Ci spararono con i mitra come a nemici.
Alcuni di noi restarono per terra 
e il sangue si perse in mezzo ai sassi.
Io fui tra questi
e mi toccarono quattro palmi di terra.
Armando Baione